# Laura Montero
Laura Gisela Montero (San Rafael, 6 de junio de 1959) es una política argentina perteneciente a la Unión Cívica Radical que se desempeñó como Vicegobernadora de la provincia de Mendoza entre 2015 y 2019, siendo además la primera mujer en ocupar dicho cargo. Anteriormente fue ministra de Economía de su provincia durante la gestión de Julio Cobos, diputada nacional (2007-2009) y senadora nacional (2009-2015). Fue además miembro del Parlamento del Mercosur, vicepresidenta del bloque radical en la Cámara de Senadores y Presidenta de la Comisión de Economía Nacional e Inversión en el Senado.
Como diputada y senadora, presentó un proyecto para crear un Servicio Cívico Voluntario para jóvenes desocupados y propuso un proyecto alternativo a la Ley de Matrimonio Igualitario, que contemplaba la unión civil entre parejas del mismo sexo pero sin adopción. Apoyó la reestatización de Aerolíneas Argentinas, la Ley de protección de glaciares, la expropiación de YPF y la ley de voto optativo para jóvenes de dieciséis y diecisiete años, mientras que se opuso a la Ley de Medios, al proyecto de retenciones que llevó al Conflicto agropecuario de 2008 y a algunos proyectos de la Reforma Judicial de 2013, a la que calificó como «un golpe de estado en democracia».

## Biografía

### Primeros años
Montero nació el 6 de junio de 1959 en San Rafael y creció en la ciudad de Mendoza. Su padre, Rodolfo Montero, fue secretario de Salud en el gobierno de Raúl Alfonsín y su madre Elcira Lena se desempeñó como actriz. Montero cursó sus estudios en la Escuela Patricias Mendocinas y luego en el Liceo Agrícola y Enológico Domingo F. Sarmiento.
Recibida de ingeniera agrónoma en la Universidad Nacional de Cuyo [cita requerida]y

### Ministra de Economía de Mendoza (2003-2007)
En 2003 fue convocada por el gobernador electo de Mendoza, Julio Cobos, para ocupar la cartera de Economía en su gabinete. Durante su gestión y durante su mandato se mencionó una «falta de infraestructura» y un fuerte endeudamiento de la provincia.
Pocos años después, Montero sería investigada por la justicia junto a otros dos ministros por «incumplimiento de los deberes de funcionario público» en un crédito de alrededor de nueve millones de pesos que «fue otorgado irregularmente». La exministra fue condenada a pagar mil pesos y a pagar junto a los otros ministros «con sus propios bienes» la deuda de la empresa a la que se le dio el crédito en caso de que esta no pudiese hacerlo. Los tres exministros y una cuarta funcionaria dijeron que «no hubo irregularidades» y que consideraron correcto «hacer una excepción». Años más tarde sería imputada junto a su mano derecha por desvío de fondos públicos en la.construcción de un anexo de la legislatura provincial cuyos contratos triplicaban los precios del mercado.

### Diputada nacional (2007-2009)
Al terminar la gestión de Cobos al frente de la provincia de Mendoza y pasar a desempeñarse como vicepresidente de la Nación, Montero fue elegida como diputada nacional. Desde su puesto, la senadora se opuso al proyecto de retenciones que llevó al Conflicto agropecuario de 2008, de las cuál expresó «El campo no es uno, es una diversidad. No se puede hacer una abstracción simplista». A pesar de ello apoyó que se aplicasen retenciones «en situaciones particulares» y dijo que el campo exageró en su respuesta. Adhirió al llamado del entonces vicepresidente para el diálogo sobre la crisis del campo en el Congreso.
La entonces diputada presentó junto a otros parlamentarios un proyecto impulsado por Cobos para crear el Servicio Cívico Voluntario. Además, se opuso fuertemente a la Ley de Medios, ese mismo año 
Pocos años después, Montero sería investigada por la justicia junto a otros dos ministros por «incumplimiento de los deberes de funcionario público» en un crédito de alrededor de nueve millones de pesos que «fue otorgado irregularmente». La exministra fue condenada a pagar mil pesos y a pagar junto a los otros ministros «con sus propios bienes» la deuda de la empresa a la que se le dio el crédito en caso de que esta no pudiese hacerlo. . Como diputada, además apoyó la reestatización de Aerolíneas Argentinas.
Durante su mandato integró, entre otras comisiones, la Comisión de Presupuesto y Hacienda como secretaria. Renunció a su banca el 25 de noviembre de 2009 y fue remplazada por Sergio Damián Pinto.

### Senadora Nacional (2009-2015)
En marzo de 2009, Cobos anunció que Montero sería la candidata para senadora nacional por su espacio Consenso Federal y dijo «me piden que vote todos los miércoles en el Senado, pero yo les digo que una mujer votará como yo lo haría». Tras resultar electa junto a Ernesto Sanz por las bancas de la mayoría, juró como senadora el 26 de noviembre, el día siguiente a su renuncia como diputada. Como senadora fue vocal de las comisiones de Presupuesto y Hacienda; de Agricultura, Ganadería y Pesca; de la Banca de la Mujer; de la Parlamentaria Conjunta Argentino-chilena y de las comisiones bicamerales de Promoción y Seguimiento de la comunicación audiovisual y seguimiento del tratamiento de las negociaciones agrícolas en el marco de la Organización Mundial del Comercio, fue presidenta y vicepresidenta de las comisiones de Economía Nacional e Inversión y de Minería, Energía y Combustibles, respectivamente. Además fue presidenta de la Comisión de Economía Nacional e Inversión. Fue además miembro del jurado de enjuiciamiento del Consejo de la Magistratura, parlamentaria del Mercosur y vicepresidenta del bloque radical en el senado, aunque meses previos a su elección había dicho que «el Cobismo no renunció a presidir el bloque».
En febrero de 2010, la senadora firmó un comunicado con una dura respuesta a algunos sectores del radicalismo y a Elisa Carrió que habían criticado a Cobos por apoyar la remoción de Martín Redrado del Banco Central por el Conflicto del Fondo del Bicentenario, lo que le valió ser nombrada por algunos sectores afines al cobismo como «Montero es Cobos». En junio de 2012 Montero se distanció de Cobos por el acuerdo de la Unión Cívica Radical en Mendoza con el Partido Demócrata que «promueve la boleta única y el desdoblamiento de las elecciones» y dijo que ella va a «seguir militando y defendiendo las Primarias Abiertas, Simultáneas y Obligatorias». En octubre de ese año, la senadora fue víctima de un robo en su despacho de un edificio del Congreso en el que se sustrajo su computadora personal pero no otros objetos de valor.
Ese mismo año, Montero votó en contra de la Ley de Matrimonio Igualitario, en desacuerdo a la adopción por parte de parejas homosexuales. Presentó un proyecto para la Unión Civil sin adopción, creando un «régimen diferente al matrimonio», que según sus palabras el proyecto, «partiendo de la no discriminación, solidaridad, libertad y autonomía de la voluntad, regula en forma integral la Unión Civil, sin diferenciar si ésta se produce entre personas de igual o de distinto sexo». Su proyecto recibió el apoyo de Julio Cobos. Como senadora, apoyó en 2010 la Ley de protección de glaciares.
En 2012 la senadora Montero votó en general a favor de la expropiación de YPF aunque solicitó varias modificaciones en particular (en lo cual se diferenció de la postura de Cobos). En un debate previo a la votación, protagonizó un cruce con el ministro de Planificación Federal, Inversión pública y Servicios Julio De Vido y el presidente de la bancada oficialista Miguel Ángel Pichetto. Montero había dicho que «estaba cansada y harta» de no recibir respuesta ante sus pedidos de informes sobre la situación de empresas de energía, a lo que Pichetto respondió «ustedes los radicales no tienen ningún derecho de pedir coherencia histórica, porque no la tienen» y De Vido replicó «sí estás harta y cansada, lo lamento, querida». En agosto de ese año, por su parte, le espetó al vicepresidente Amado Boudou en el debate por la expropiación de Ciccone «Se sospecha que Vandenbroele es su amigo; usted lo niega pero en la investigación aparecen cercanías» Ese mismo mes, Montero y otros dos senadores fueron los únicos en votar en contra del pliego de la nueva Procuradora General Alejandra Gils Carbó.
En octubre, apoyó la ley de voto optativo para jóvenes de dieciséis y diecisiete años e incluso propuso la inclusión de jóvenes como candidatos, mostrándose en desacuerdo con la idea de que «los jóvenes sean muy fáciles de manipular». En diciembre, encabezó junto a Norma Morandini y María Eugenia Estenssoro una audiencia con la Sociedad Interamericana de Prensa por la Aplicación de la Ley Medios, que concluyó con un documento de la SIP que decía ver un «hostigamiento constante hacia medios y periodistas críticos» y «graves inconvenientes para el ejercicio libre del periodismo». Por su parte, las senadoras habían redactado días antes una declaración que expresaba «Argentina camina peligrosamente hacia control, por parte del Estado, de los medios de comunicación en una concepción claramente antidemocrática».
Se opuso a la Reforma Judicial en 2013. A su vez, firmó junto a otros legisladores un documento que le pedía a los legisladores oficialistas que «[los] acompañen y que acompañen al Pueblo Argentino en esta lucha a favor de la defensa del normal funcionamiento de las Instituciones  Democráticas en nuestro país». Además, junto a otros legisladores opositores encabezó una Audiencia Pública por la reforma judicial en la que se acordó la presentación de amparos judiciales.
Montero se opuso también al proyecto de ley presentado semanas después por el oficialismo para una Amnistía fiscal impulsando el blanqueo de capitales no declarados Calificó al proyecto como una «degradación moral e institucional» y dijo que con esto junto al «avance» sobre el Congreso y la Justicia «se tiene una síntesis completa de la degradación que estamos teniendo en la Argentina». Expresó que «premian a delincuentes» y mencionó al proyecto como una violación a «tratados internacionales económicos y relacionados con los derechos humanos».
Fue distinguida en numerosas ocasiones por el Semanario Parlamentario, que otorga un premio por la labor legislativa, el cual es votado por legisladores, asesores y periodistas del Parlamento. Ocupó el sexto, noveno, decimoprimer lugar y noveno en los años 2010, 2011, 2012 y 2013 respectivamente. Montero fue además, la décima senadora que más proyectos presentó durante el 2012. Paralelamente es columnista del diario La Nación y presidenta de la Fundación CODA, lanzada por Cobos en 2008.

### Vicegobernadora de Mendoza (desde 2015)
Para las elecciones a gobernador de 2015, se presentó la fórmula Alfredo Cornejo-Laura Montero por el frente Cambia Mendoza, integrado por la Unión Cívica Radical, el Partido Socialista, Libres del Sur, Propuesta Republicana, la Coalición Cívica ARI y el Frente Renovador. En las Primarias Abiertas Simultáneas y Obligatorias la fórmula obtuvo el 45,1% de los votos y se ubicó en el primer lugar. En las elecciones generales se impusieron nuevamente, resultando electos.